# Piazza di Santa Maria Soprarno
La piazza di Santa Maria Soprarno è una piazza del centro storico di Firenze, quartiere Oltrarno, posta nei pressi del ponte Vecchio, con accesso dal lungarno Torrigiani, via de' Bardi, la costa dei Magnoli (volta dei Magnoli), la rampa delle Coste, il vicolo del Canneto.

## Storia e descrizione

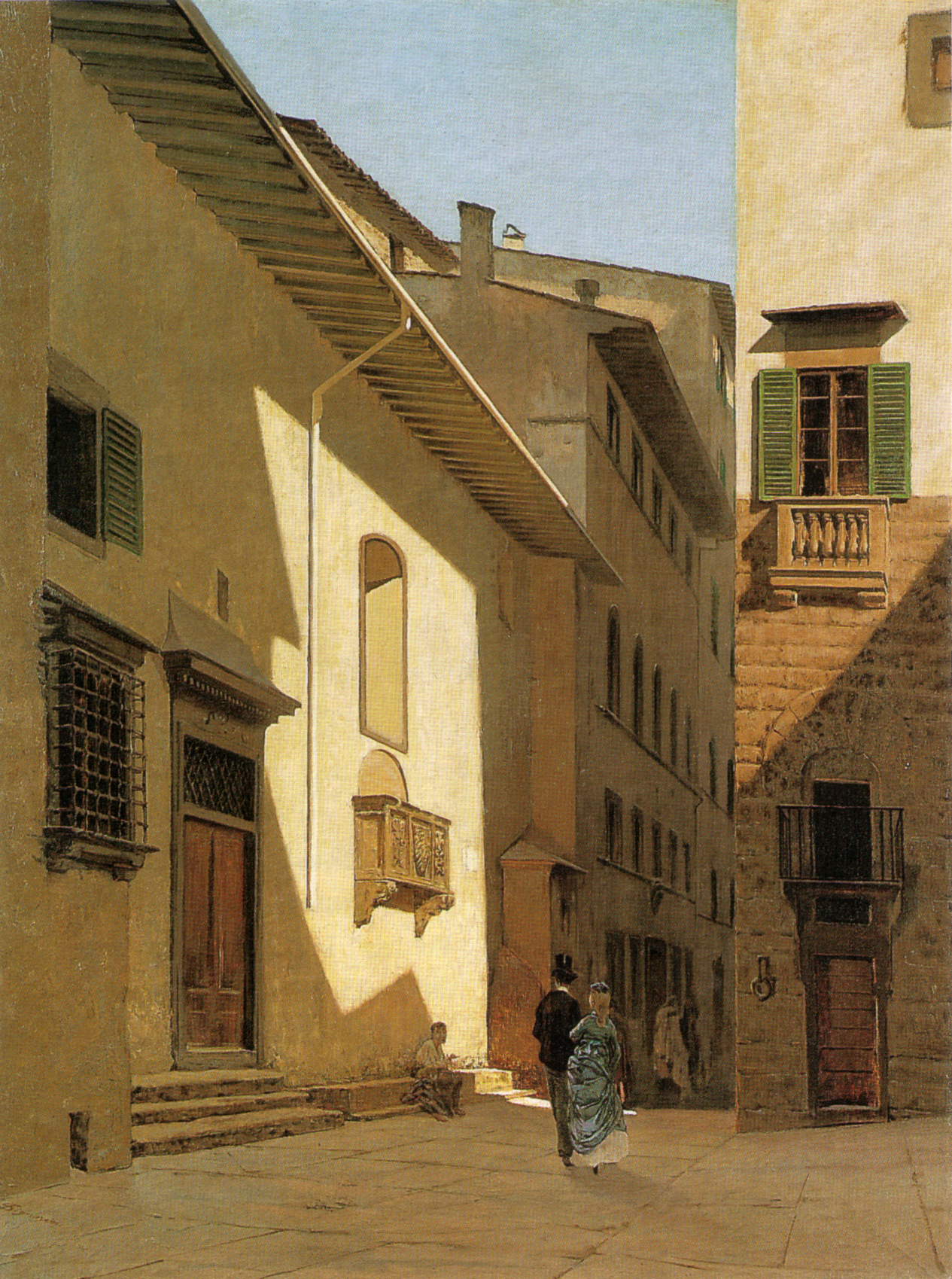
Telemaco Signorini, Santa Maria de' Bardi, 1870

La denominazione ricorda come qui, inserita nella cortina di edifici che chiudeva via de' Bardi dal lato del fiume, fosse una delle più antiche chiese parrocchiali d'Oltrarno, dedicata a Santa Maria e ugualmente detta Santa Maria de' Bardi, soppressa nel 1785 e demolita nel 1869-1870 al tempo di Firenze Capitale (1865-1871) per l'apertura del lungarno Torrigiani. La chiesa aveva le spalle verso l'Arno e si trovava vicino al sito dell'attuale casamento delle Assicurazioni Generali.
Nella pianta di Firenze delineata da Ferdinando Ruggieri nel 1731 lo slargo appare segnato con il nome di piazza de' Bardi, trovandosi appunto lungo il tracciato di questa via. Ugualmente, seppure per breve tempo, tra Settecento e Ottocento, lo slargo fu anche noto come piazza de' Tempi, in relazione all'esteso palazzo di questa famiglia che ancora ne segna uno dei lati. 
Le trasformazioni subite dalla piazza nel corso degli ultimi secoli sono state profonde: la veduta di Firenze di Stefano Buonsignori del 1584 ce la mostra sotto forma di spazio chiuso, così come un dipinto di Telemaco Signorini della collezione Bargagli Petrucci, che la documenta subito prima delle demolizioni del 1869. Una pianta di Firenze del 1870 suggerisce che in un primo momento si fosse optato per isolare la chiesetta mantenendola in aggetto oltre la spalletta del fiume, così come accade per la chiesa di San Jacopo Soprarno in borgo San Jacopo. 
Dopo questa data, demolita anche la chiesa, pur aprendosi alla veduta dell'Arno, la piazza si presentava tuttavia chiusa dal lato a monte, aprendosi unicamente al seminascosto vicolo del Canneto. Su tale situazione incisero pesantemente le distruzioni provocate dall'esplosione delle mine collocate nell'agosto del 1944 dall'esercito tedesco in ritirata, che atterrarono gli edifici posti dai lati sud e ovest. 
Dalle macerie di un edificio satellite di palazzo Tempi, negli anni delle ricostruzioni si optò per creare un collegamento tra la piazza e la costa San Giorgio, realizzando un'ampia rampa (rampa delle Coste) sul fondo dello slargo. A giudicare dai disegni conservati presso l'Archivio storico del Comune di Firenze, la nuova sistemazione fu attuata su progetto del gruppo formato da Gastone Doni, Emilio Dori, Guido Morozzi, Sirio Pastorini e Mario Pellegrini. 
Fermo restando il notevole traffico che interessa il tratto antistante, comunque di pertinenza di via de' Bardi, la piazza è scarsamente frequentata, anche se non manca di attirare le attenzioni dei turisti di passaggio per lo scorcio che offre, proprio grazie alla rampa, verso le coste soprastanti. La piazza viene spesso confusa con lo slargo, ben più ampio ed arioso, all'intersezione tra via de' Bardi col lungarno, tanto più con la sistemazione di un'isola pedonale nel 2017-2018 con al centro la statua di San Giovanni Battista di Giuliano Vangi.
Sulla piazza si affacciano quindi l'ingresso principale di palazzo Tempi (col busto di Cosimo II de' Medici del 1609), e gli edifici nati dalla ricostruzione postbellica: una lato del casamento coi massicci beccatelli neomanieristi in pietraforte (ingresso in vicolo del Canneto 2) e lo spigolo del palazzo delle Assicurazioni Generali, col massiccio leone alato in terracotta.

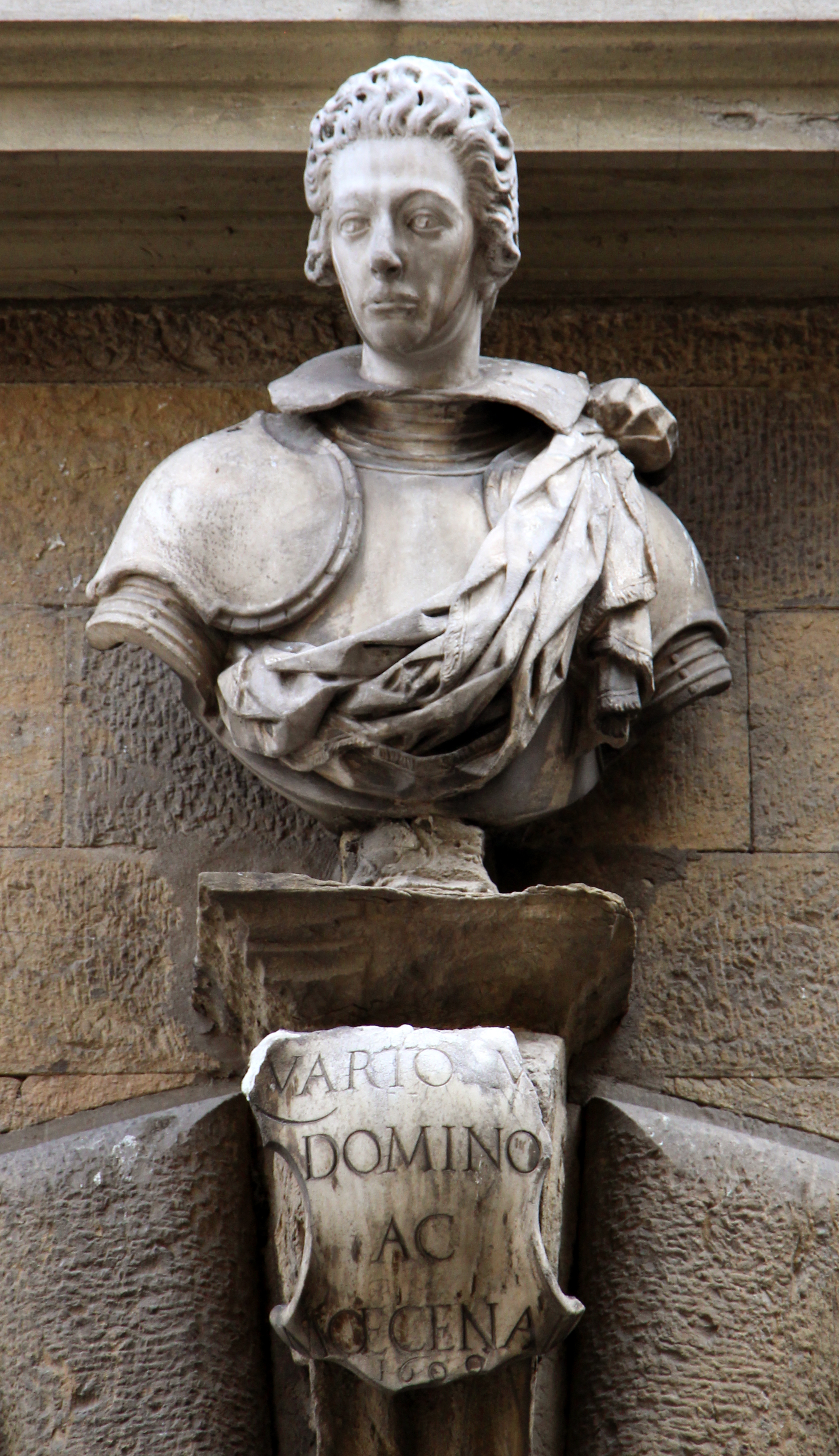
Busto di Cosimo II e cartiglio con data 1609
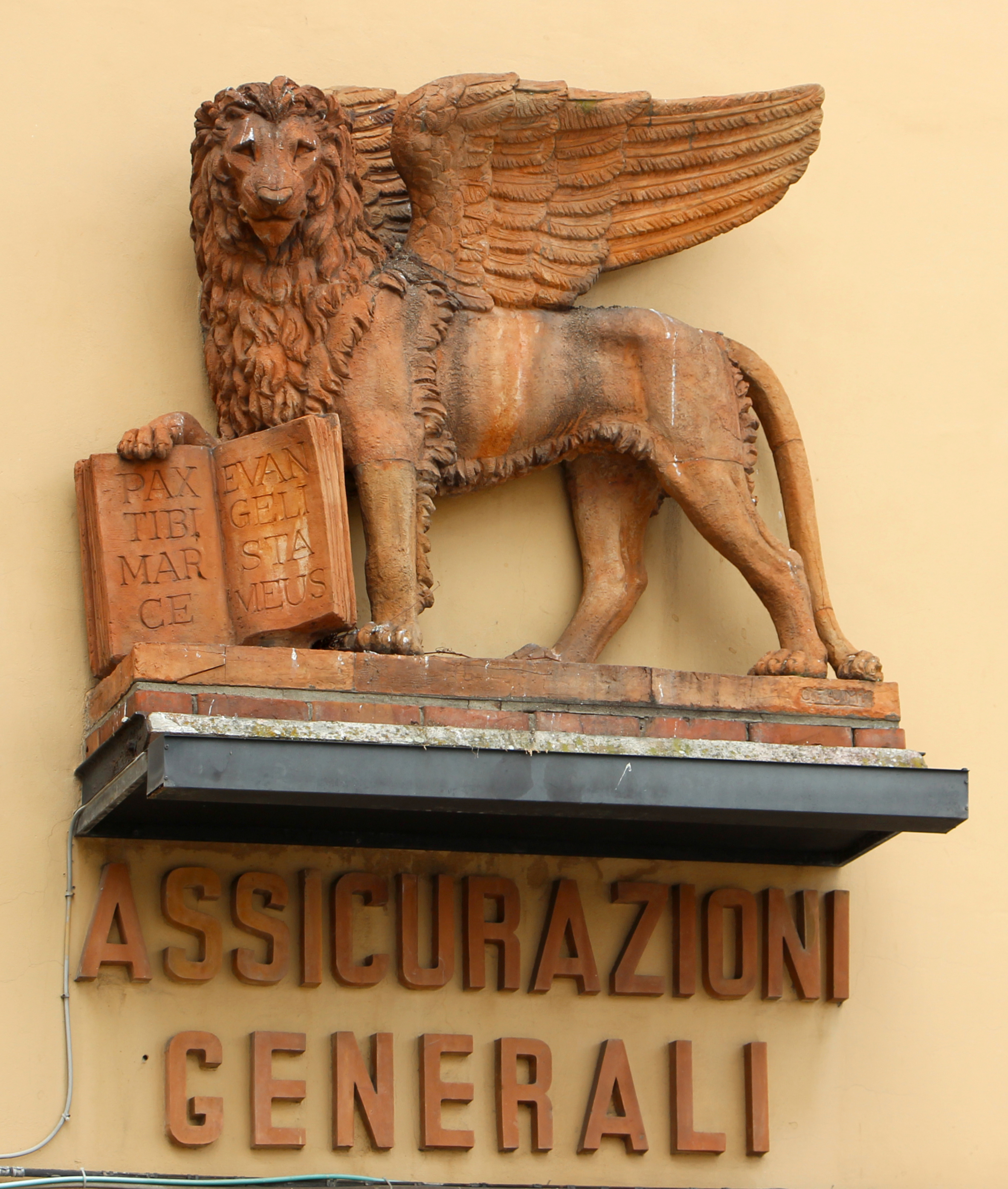
Il leone delle Assicurazioni Generali